# Marian Turski
Marian Turski, geboren als Moshe Turbowicz (Druskininkai, 26 juni 1926 – Warschau, 18 februari 2025) was een Poolse historicus en journalist. Hij was tussen 1956-1957 de hoofdredacteur van Sztandar Młodych, een landelijk dagblad van de Poolse communistische jongerenorganisatie Związek Młodzieży Polskiej en vanaf 1958 was hij columnist voor het communistische weekblad Polityka.

## Vroegere leven
Marian Turski werd op 26 juni 1926 geboren als Moshe Turbowicz, in Druskininkai, de Tweede Poolse Republiek (het huidige Litouwen). In 1942 werd hij gedeporteerd naar het getto van Łódź.  Hij werd in augustus 1944 gedeporteerd naar het concentratiekamp Auschwitz-Birkenau, terwijl zijn broer en vader na de selectie werden vermoord. Hij overleefde de Dodenmars van januari 1945 en de concentratiekampen Auschwitz en Buchenwald.

## Carrière
Na het einde van de Tweede Wereldoorlog vestigde hij zich in Warschau. Vanaf 1945 werd hij activist van de jongerenorganisatie die was aangesloten bij de Poolse Arbeiderspartij. Later werkte hij op de persafdeling van de Poolse Verenigde Arbeiderspartij. Sinds 1958 leidde hij de historische sectie van weekblad Polityka.
Op 26 juni 2016, ter gelegenheid van zijn 90e verjaardag, ontving hij de groeten van de Poolse president Andrzej Duda, de Duitse president Joachim Gauck en de Duitse bondskanselier Angela Merkel, de Amerikaanse president Barack Obama, en president van Israël Shimon Peres.
In 2019, ter gelegenheid van de Internationale Herdenkingsdag voor de Holocaust, werd hij uitgenodigd door de Verenigde Naties om een toespraak te houden tijdens de ceremonie op 28 januari 2019 in de zaal van de Algemene Vergadering.
Turski overleed op 18 februari 2025 op 98-jarige leeftijd.
- Bibsys: 10030565
- Bibliothèque nationale de France: cb12903836x (data)
- Gemeinsame Normdatei: 1069011452
- International Standard Name Identifier: 0000 0001 0737 9349
- Library of Congress Control Number: n83203049
- Nationale Bibliotheek van Tsjechië: js2013773049
- Nationale Bibliotheek van Israël: 987007276260405171
- Nationale Bibliotheek van Polen: a0000001074574
- Nederlandse Thesaurus van Auteursnamen: 252276736
- Réseau des bibliothèques de Suisse occidentale: 02-A009479012
- Système universitaire de documentation: 167604260
- Virtual International Authority File: 101843768
- WorldCat: E39PBJfrMHCtGqxGfbKTYj3vpP